# Чечелашвілі Георгій Георгійович
Георгій Георгійович Чечелашвілі (28 липня 1941, місто Тбілісі, тепер Грузія — 2 лютого 2000, місто Тбілісі, Грузія) — грузинський радянський державний діяч, 2-й секретар ЦК КП Грузії, генерал-майор поліції (6.11.1996). Депутат Верховної ради Республіки Грузія 1-го скликання в 1990—1991 роках. Депутат парламенту Грузії 5-го скликання в 1999—2000 роках.

## Життєпис
У 1966 році закінчив Грузинський державний політехнічний інститут у місті Тбілісі за спеціальністю гідротехнічне будівництво гідроелектростанцій.
Член КПРС. Перебував на відповідальній партійній роботі.
8 грудня 1990 — 20 лютого 1991 року — 2-й секретар ЦК КП Грузії.
З 1990 по 1991 рік — депутат Верховної ради Республіки Грузія І скликання від виборчого блоку «Об'єднана комуністична партія Грузії». 9 квітня 1991 року підписав акт про відновлення державної незалежності Грузії.
З 1990-х років — у правоохоронних органах. Працював заступником міністра внутрішніх справ Грузії — начальником департаменту з питань надзвичайних ситуацій та цивільного захисту.
У 1999—2000 роках був депутатом парламенту Грузії 5-го скликання за партійним списком політичного блоку «Союз громадян Грузії», голова підкомітету з питань надзвичайних ситуацій.
Помер 2 лютого 2000 року.

## Звання
- генерал-майор поліції

## Нагороди
- Орден Вахтанга Горгасалі III ст. (01.01.1994)
- Орден Вахтанга Горгасалі II ст. (01.01.1998)